# اتفاقية جنيف الرابعة

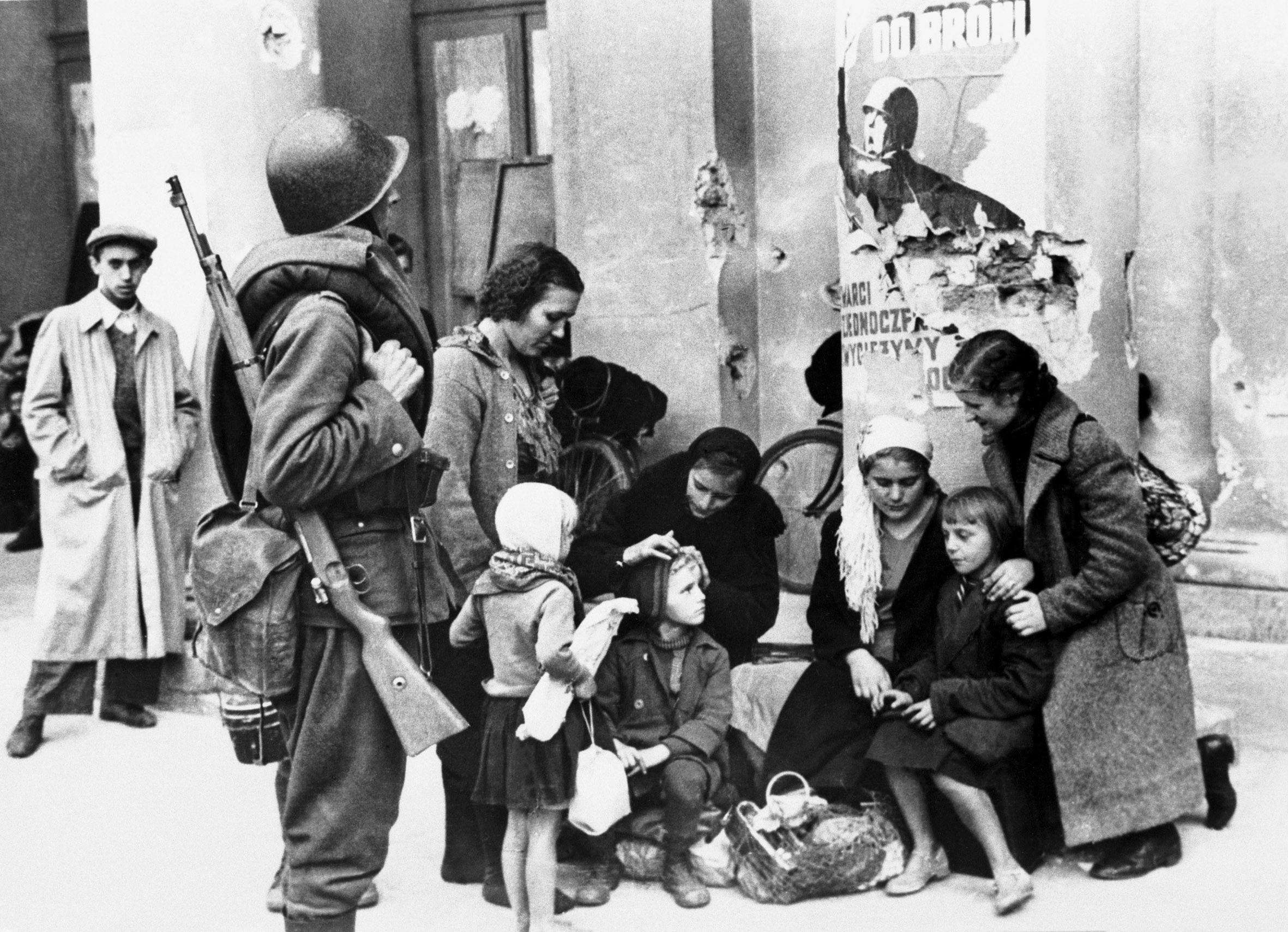
لاجئ وجندي في وارسو عام 1939

اتفاقية جنيف بشأن حماية الأشخاص المدنيين في وقت الحرب ويشار إليها باسم اتفاقية جنيف الرابعة هي إحدى المعاهدات الأربع لاتفاقيات جنيف. اعتمدت في أغسطس 1949 وتحدد الحماية الإنسانية للمدنيين في منطقة حرب. يوجد حاليا 196 دولة طرفا في اتفاقيات جنيف لعام 1949 بما في ذلك المعاهدات الثلاث الأخرى.
في عام 1993 اعتمد مجلس الأمن التابع للأمم المتحدة تقريرا من الأمين العام ولجنة الخبراء التي خلصت إلى أن اتفاقيات جنيف قد مرت عبر القانون الدولي العرفي مما يجعلها ملزمة لغير الموقعين على الاتفاقيات للمنخرطين في الصراعات المسلحة.

## الجزء الأول: أحكام عامة
هذا يحدد المعلومات العامة لاتفاقية جنيف الرابعة:
- المادة 2 تنص على أن الموقعين ملزمين بالاتفاقية سواء في الحرب أو النزاعات المسلحة حيث لم تعلن الحرب واحتلال أراضي دولة أخرى.
- تنص المادة 3 على أنه عندما لا يكون هناك صراع ذا طابع دولي فيجب على الأطراف كحد أدنى الالتزام بالحماية حسب الحد الأدنى لوصفها بأنها: غير المقاتلين وأفراد القوات المسلحة الذين ألقوا عنهم أسلحتهم والمقاتلين الذين أصبحوا عاجزين عن القتال بسبب الجرح أو الاحتجاز أو لأي سبب آخر يعاملون في جميع الأحوال معاملة إنسانية مع المحظورات التالية:
  - الاعتداء على الحياة والسلامة البدنية وبخاصة القتل بجميع أشكاله والتشويه والمعاملة القاسية والتعذيب.
  - أخذ الرهائن.
  - الاعتداء على الكرامة الشخصية وعلى الأخص المعاملة المهينة والحاطة بالكرامة.
  - إصدار الأحكام وتنفيذ إعدامات دون وجود حكم سابق صادر عن محكمة مشكلة نظاميا تكفل جميع الضمانات القضائية المعترف بأنه لا غنى عنها في نظر الشعوب المتمدنة.
- تعرف المادة 4 الشخص المحمي بأنه: الأشخاص الذين تحميهم الاتفاقية هم أولئك الذين في لحظة ما وبأي شكل من الأشكال يجدون أنفسهم في حالة قيام نزاع أو احتلال في أيدي طرف في النزاع أو دولة احتلال التي ليسوا بها مواطنين. لكن يستثني صراحة رعايا الدولة التي لا تلتزم بهذه الاتفاقية ومواطني دولة محايدة أو دولة متحالفة إذا الدولة لديها علاقات دبلوماسية طبيعية.
- هناك عدد من المواد تحدد كيفية حماية القوى واللجنة الدولية للصليب الأحمر والمنظمات الإنسانية الأخرى الأشخاص المحميين.
- تنص المادة 5 لتعليق حقوق الأشخاص بموجب الاتفاقية لمدة من الزمن أن هذا «يضر بأمن الدولة» على الرغم من أن «هؤلاء الأشخاص يجب مع ذلك أن يعاملوا بإنسانية وفي حالة المحاكمة لا يجوز أن يحرم من حقه في محاكمة عادلة ونظامية حسب المنصوص عليها في هذه الاتفاقية».

الشخص المحمي هو التعريف الأكثر أهمية في هذا القسم لأن العديد من المقالات في بقية اتفاقية جنيف الرابعة تنطبق فقط على الأشخاص المحميين.

## الجزء الثاني: الحماية العامة للسكان من بعض عواقب الحرب
المادة 13 عن أحكام الباب الثاني تغطي مجمل سكان البلدان المشتركة في النزاع دون أي تمييز مجحف على وجه الخصوص على أساس العرق أو الجنسية أو الدين أو الرأي السياسي وتهدف إلى تخفيف المعاناة الناجمة عن الحرب.

## الجزء الثالث: وضع ومعاملة الأشخاص المحميين

### القسم الأول: أحكام مشتركة لأراضي أطراف النزاع والأراضي المحتلة
المادة 32 تنص على حماية الشخص الذي يجب ألا يكون يفعل شيئا من شأنه أن يسبب معاناة بدنية أو إبادة للأشخاص المحميين الموجودين تحت سلطتها. ينطبق هذا الحظر ليس فقط على القتل والتعذيب والعقوبات البدنية والتشويه والتجارب الطبية أو العلمية التي لا تقتضيها المعالجة الطبية. في حين لا يزال النقاش شعبي على ما يشكل التعريف القانوني للتعذيب فإنه يحظر العقاب البدني الذي يبسط المسألة حتى الاعتداء الجسدي الأكثر دنيوية وبالتالي ممنوع بموجب المادة 32 كإجراء وقائي ضد تعريفات بديلة للتعذيب.
تمت إضافة حظر التجارب العلمية في جزء منه ردا على تجارب من قبل الأطباء الألمان واليابانيين خلال الحرب العالمية الثانية من بينهم جوزف منجيل الذي كانت سمعته الأكثر سوءا.

#### العقوبات الجماعية
المادة 33 تنص أنه لا يجوز معاقبة الأشخاص لارتكابهم جريمة لم ترتكب شخصيا. تحظر العقوبات الجماعية وبالمثل جميع تدابير التهديد أو الإرهاب.
السلب محظور.
تحظر تدابير الاقتصاص من الأشخاص وممتلكاتهم.
بموجب اتفاقيات جنيف لعام 1949 فإن العقاب الجماعي هو جريمة حرب. بواسطة العقاب الجماعي كان واضعو اتفاقيات جنيف في الاعتبار عمليات القتل الانتقامية من الحرب العالمية الأولى والحرب العالمية الثانية. في الحرب العالمية الأولى أعدم الألمان القرويين البلجيك في الانتقام الشامل لنشاط المقاومة خلال احتلال بلجيكا. في الحرب العالمية الثانية فإن كلا من الألمان واليابانيين نفذوا شكلا من أشكال العقاب الجماعي لقمع المقاومة. عقدت قرى بأكملها أو مدن أو مناطق مسؤولة عن أي نشاط
للمقاومة التي وقعت فيها. الاتفاقيات أكدت مبدأ المسؤولية الفردية. علقت اللجنة الدولية للصليب الأحمر على الاتفاقيات التي بها أطراف النزاع غالبا ما ستلجأ إلى «تدابير الترهيب لترويع السكان» أملا في منع أعمال عدائية ولكن مثل هذه الممارسات «ضربة في مذنب وبريء على حد سواء لأنهم يعارضون كل المبادئ المرتكزة على الإنسانية والعدل».
البروتوكول الإضافي الثاني لعام 1977 يحظر العقاب الجماعي صراحة. لكن كدول أقل صدقت هذا البروتوكول من اتفاقية جنيف الرابعة حيث أن المادة 33 هي إحدى الأكثر شيوعا.

### القسم الثالث: الأراضي المحتلة
المواد 47-78 تفرض التزامات كبيرة على قوى الاحتلال. فضلا عن العديد من الأحكام من أجل رفاهية العامة لسكان الأراضي المحتلة فإن على المحتل عدم الترحيل القسري للأشخاص المحميين أو ترحيل أو نقل جزء من سكانهم المدنيين إلى داخل الأراضي المحتلة.
المادة 49 عن النقل الجبري الجماعي وكذلك عن ترحيل الأشخاص المحميين من الأراضي المحتلة إلى أراضي دولة الاحتلال أو إلى أراضي أي دولة أخرى محتلة أو غير محتلة وهو محظور أيا كانت دواعيه.
ومع ذلك يجوز لدولة الاحتلال القيام الكلي أو الجزئي بإخلاء منطقة معينة إذا اقتضى ذلك أمن السكان أو لأسباب عسكرية قهرية. لا يجوز أن يترتب علي عمليات الإخلاء نزوح الأشخاص المحميين خارج حدود الأراضي المحتلة إلا عند تحقق أسباب مادية فإنه من المستحيل تجنيب مثل هذا النزوح. يجب على السكان المنقولين إلى منازلهم عودتهم بمجرد توقف الأعمال العدائية في المنطقة المعنية.
تقوم سلطة الاحتلال بتعهد عمليات النقل أو الإخلاء وضمان إلى أقصى حد ممكن توفير أماكن إقامة مناسبة لاستقبال الأشخاص المحميين وأن تجري الانتقالات في ظروف مرضية من حيث النظافة والصحة والسلامة والتغذية وأن لا يُفصل أفراد من نفس العائلة.
ستُبلغ الدولة الحامية عن أي تحويلات وعمليات الإجلاء في أقرب وقت لأنها حدثت.
لا يجوز لدولة الاحتلال أن تحجز الأشخاص المحميين في منطقة معرضة بشكل خاص لأخطار الحرب إلا إذا أمن السكان أو لأسباب عسكرية قهرية.
لا يجوز لدولة الاحتلال أن ترحل أو تنقل أجزاء من سكانها المدنيين إلى الأراضي التي تحتلها.
المادة 50 عن السلطة القائمة بالاحتلال حيث يجب عليها التعاون مع السلطات الوطنية والمحلية لتسهيل سير عمل جميع المؤسسات المكرسة لرعاية وتعليم الأطفال.
يجوز لدولة الاحتلال اتخاذ جميع الخطوات اللازمة لتسهيل التعرف على الأطفال وتسجيل نسبهم مع عدم تغيير حالتهم الشخصية أو أن تلحقهم بتشكيلات أو منظمات تابعة لها.
يجوز لدولة الاحتلال اتخاذ الترتيبات اللازمة للإعالة والتعليم إن أمكن بواسطة أشخاص من الجنسية واللغة والدين الخاصة بهم للأطفال الذين تيتموا أو انفصلوا عن والديهم نتيجة الحرب والذين لا يمكنهم الاهتمام بشكل كاف من قبل أحد أقاربهم أو أصدقائهم.
إنشاء قسم خاص من المكتب يشكل وفقا للمادة 136 يكون مسؤولا عن اتخاذ جميع الخطوات اللازمة لتحديد الأطفال الذين يوجد شك حول هويتهم. ينبغي دائما أن تسجل تفاصيل والديهم أو أي أقارب إذا كانت متوفرة.
لا يجوز لدولة الاحتلال أن تعيق تطبيق أي تدابير تفضيلية فيما يتعلق بالغذاء والرعاية الطبية والحماية من آثار الحرب التي ربما تكون قد اعتمدت قبل الاحتلال لصالح الأطفال دون سن خمس عشرة سنة والأمهات الحوامل وأمهات الأطفال تحت سبع سنوات.
المادة 53 عن أي تدمير تقوم به دولة الاحتلال للممتلكات العقارية أو الشخصية التي تعود بشكل فردي أو بشكل جماعي إلى الأشخاص العاديين أو للدولة أو بالدولة أو السلطات العامة أو المنظمات الاجتماعية أو التعاونية وهي محظورة تماما إلا إذا كان لهذا التدمير ضرورة قصوى للعمليات العسكرية.
المادة 56 عن الخد الأقصى من الوسائل المتاحة لذلك فإن على دولة الاحتلال واجب ضمان ورعاية بالتعاون مع السلطات الوطنية والمحلية والمؤسسات والخدمات الطبية والمستشفيات والصحة العامة والشروط الصحية في الأراضي المحتلة مع الإشارة بوجه خاص إلى اعتماد وتطبيق التدابير الوقائية اللازمة لمكافحة انتشار الأمراض المعدية والأوبئة. يجب أن يسمح لأفراد الطواقم الطبية من جميع الفئات القيام بواجباتهم.
إذا عُيين مستشفيات جديدة في الأراضي المحتلة وإذا كانت الأجهزة المختصة في الدولة المحتلة لا تعمل هناك فإنه يتعين على السلطات القائمة بالاحتلال إذا لزم الأمر منحهم الاعتراف المنصوص عليه في المادة 18 وفي ظروف مماثلة تقوم سلطات الاحتلال أيضا بمنح الاعتراف لموظفي المستشفيات ومركبات النقل بموجب أحكام المادتين 20 و 21.
في تبني إجراءات الصحة والنظافة وفي تنفيذها يجب على دولة الاحتلال أن تأخذ في الاعتبار الأمور المعنوية والأدبية لسكان الأراضي المحتلة.

## الجزء الرابع: تنفيذ الاتفاقية
يحتوي هذا الجزء على الأحكام الرسمية أو الدبلوماسية فمن المعتاد أن تضع في نهاية اتفاقية دولية لتسوية إجراءات إعادته حيز التنفيذ تُجمَّع في إطار هذا البند وهي متشابهة في جميع اتفاقيات جنيف الأربع.

## المرفقات
تعليق اللجنة الدولية على اتفاقية جنيف الرابعة تنص على أن تشير عندما تمت مناقشة إنشاء مناطق الاستشفاء والأمان في الأراضي المحتلة إلى مشروع اتفاق وأتُفق على إلحاقها باعتباره المرفق الأول لاتفاقية جنيف الرابعة.
تنص اللجنة الدولية على أن «مشروع الاتفاق طُرح فقط للدول كنموذج ولكن الحقيقة أنه صيغ بعناية في المؤتمر الدبلوماسي الذي اعتمد أخيرا ويعطيها قيمة حقيقية. قد يكون من المفيد أن تؤخذ على أنها أساس العمل وبالتالي فإن منطقة المستشفى هي التي ستنشأ».
تنص اللجنة الدولية على أن المرفق الثاني هو «... مشروع والتي وفقا للمادة 109 (الفقرة 1) من الاتفاقية سيُطبق في حالة عدم وجود اتفاقات خاصة بين الأطراف ويتعامل مع الظروف لاستلام وتوزيع شحنات الإغاثة الجماعية. هو يقوم على تقاليد اللجنة الدولية للصليب الأحمر التي قدمت إليها وعلى تجربة اللجنة المكتسبة خلال الحرب العالمية الثانية».
يتضمن المرفق الثالث على سبيل المثال بطاقة اعتقال ورسالة والمراسلات:
1. بطاقة اعتقال مع أبعاد 10x15 سم.
2. رسالة مع أبعاد 29x15 سم.
3. بطاقة المراسلات مع أبعاد 10x15 سم.